# Hund (zodiak)
Hunden är det elfte djuret av de tolv zodiakdjuren inom Kinesisk astrologi.  De tolv djuren omfattar varsitt år, när tolv år har gått börjar cykeln om.

## År och de fem elementen
Personer som föds mellan nedanstående datum är födda i hundens år. Beroende på vilket år det är kopplas personen till ett av de fem elementen enligt nedan:
- 10 februari 1910 - 29 januari 1911: Metall
- 28 januari 1922 - 15 februari 1923: Vatten
- 14 februari 1934 - 2 februari 1935: Trä
- 2 februari 1946 - 21 januari 1947: Eld
- 17 februari 1958 - 7 februari 1959: Jord
- 6 februari 1970 - 26 januari 1971: Metall
- 25 januari 1982 - 12 februari 1983: Vatten
- 6 januari 1994 - 30 januari 1995: Trä
- 29 januari 2006 - 17 februari 2007: Eld
- 2018 - 2019: Jord
- 2030 - 2031: Metall

## Egenskaper

### Traditionella hundegenskaper
| Attribut                  |                                                                                     |
| ------------------------- | ----------------------------------------------------------------------------------- |
| Zodiakläge                | 11:e                                                                                |
| Tid                       | 19.00 - 21.00                                                                       |
| Riktning                  | Väst, nordväst                                                                      |
| Årstid och månad          | Höst, oktober                                                                       |
| Ädelsten                  | Diamant                                                                             |
| Färg                      | Marinblå                                                                            |
| Ungefärligt tecken i väst | Vågen                                                                               |
| Polaritet                 | Yang                                                                                |
| Positiva egenskaper       | Ärlig, intelligent, lojal, rättrådig, attraktiv, vänlig, blyg, sällskaplig, öppen.  |
| Negativa egenskaper       | Cynisk, lat, kall, fördömande, pessimist, orolig, envis.                            |
| Länder                    | Argentina, Kanada, Etiopien, Irland, Australien, Nya Zeeland, Colombia, Afghanistan |